# 3015 Candy
3015 Candy este un asteroid din centura principală, descoperit pe 9 noiembrie 1980 de Edward Bowell.